# Colom verdós de Taiwan
El colom verdós de Taiwan o colom verdós de Formosa (Treron formosae) és una espècie d'ocell de la família dels colúmbids (Columbidae) que habita els boscos de les illes Ryukyu, Taiwan i algunes de les petites illes septentrionals de les Filipines.